# عادل عوشيش
عادل عوشيش (مواليد 15 تموز/يوليو 2002) هو لاعب كرة قدم فرنسي ذو أصول جزائرية يلعب في مركز الوسط في نادي سانت إتيان.

## روابط خارجية
- عادل عوشيش على موقع الاتحاد الأوربي (الإنجليزية)
- عادل عوشيش على موقع إي إس بي إن إف سي (الإنجليزية)
- عادل عوشيش على موقع قاعدة بيانات كرة القدم.إي يو (الإنجليزية)
- عادل عوشيش على موقع ليكيب (الفرنسية)
- عادل عوشيش على موقع Soccerbase.com (لاعب) (الإنجليزية)
- عادل عوشيش على موقع Soccerway.com (الإنجليزية)
- عادل عوشيش على موقع عالم كرة القدم.نت (الإنجليزية)
- عادل عوشيش على موقع AS.com (الإسبانية)